# Ischnopteris rostellaria
Ischnopteris rostellaria là một loài bướm đêm trong họ Geometridae.